# 住吉真沙樹
住吉 真沙樹（すみよし まさき）は、日本の俳優。

## 出演

### テレビドラマ
- 「新五捕物帳」第175話（1982年2月23日、日本テレビ）[1]
- 「右門捕物帖」第3話・第6話・第26話（1982年12月7日・12月28日・1983年5月24日、日本テレビ）[2]
- 連続テレビ小説「おしん」第4話 - 第8話・第15話 - 第17話・第19話 - 第24話・第36話（1983年4月7日 - 4月12日・4月20日 - 4月22日・4月25日 - 4月30日・5月14日、NHK） - 谷村正助（幼少期） 役[3]
- ドラマ人間模様「新 夢千代日記」第4話（1984年2月5日、NHK） - 沼田（少年期） 役[4]
- 「特捜最前線」第364話（1984年5月16日、テレビ朝日）[5]
- 火曜サスペンス劇場「愛の牢獄」（1984年6月26日、日本テレビ）[6]
- 木曜ゴールデンドラマ「千羽鶴幻想」（1984年8月9日、日本テレビ）[7]
- 「愛の嵐」第4話・第5話・第8話・第9話（1986年7月3日・7月4日・7月9日・7月10日、フジテレビ）[8]
- 「さわやか3組」第1期 千葉県富津市編（1987年4月8日 - 1988年3月25日、NHK教育テレビジョン） - 村上純 役[9]

### 映画
- 「ユーパロ谷のドンベーズ」（1986年）